# Erris Head SAC
Erris Head SAC este o arie protejată (arie specială de conservare — SAC, sit de importanță comunitară — SCI) din Irlanda întinsă pe o suprafață de 850,97 ha, integral pe uscat.

## Localizare
Centrul sitului Erris Head SAC este situat la coordonatele 54°16′52″N 10°02′26″W / 54.281017°N 10.040543°V.

## Înființare
Situl Erris Head SAC a fost declarat sit de importanță comunitară în ianuarie 2002 pentru a proteja 5 specii de animale. Situl a fost protejat și ca arie specială de conservare în martie 2019.

## Biodiversitate
Situată în ecoregiunea atlantică, aria protejată conține 2 habitate naturale: Faleze cu vegetație de pe coastele atlantice și baltice, Pajiști alpine și boreale.
La baza desemnării sitului se află mai multe specii protejate de  păsări (5): Branta leucopsis, șoim călător (Falco peregrinus), Fulmarus glacialis, pescăruș negricios (Larus fuscus), Pyrrhocorax pyrrhocorax.
Pe lângă speciile protejate, pe teritoriul sitului au mai fost identificate 2 specii de păsări, 1 specie de amfibieni, 1 specie de mamifere.